# Hudlice
Hudlice település Csehországban, a Berouni járásban. Lakosainak száma 1251 fő (2024. január 1.).

## Fekvése
Berountól nyugatra 8 km-re fekszik.
Hudlice Roztoky, Svatá, Trubská, Nový Jáchymov, Nižbor, Otročiněves és Broumy településekkel határos.

## Nevezetes személyek
Itt született 1773. július 16-án Josef Jungmann költő, nyelvész.

## Népesség
A település lakosságának változását az alábbi diagram mutatja:
| Lakosok száma | 1533 | 1552 | 1705 | 1392 | 1288 | 1182 | 1246 | 1218 | 1220 | 1251 |
|               | 1869 | 1890 | 1921 | 1950 | 1980 | 2001 | 2017 | 2019 | 2022 | 2024 |